# Festival Koura Gosso
Festival Koura Gosso dont le nom signifie en langue Ngambay jeune talent, est un festival et marché des musiques d'Afrique destiné aux professionnels des industries culturelles et créatives ainsi qu'au grand public. Ayant lieu chaque année pendant plusieurs jours (quatre à sept jours), Koura Gosso se tient dans la capitale économique Moundou.

## Histoire
Créé en 2017 par Ernestine Netoua et l'association femme aussi (afema),, cet événement regroupe des artistes de tous les horizons,.
La mission du Koura Gosso est principalement de participer au développement du marché de la musique, de faire découvrir de nouveaux talents et leur donner une vitrine auprès des professionnels de la culture à l’international, ainsi que favoriser la création de partenariats. Koura Gosso se veut être un environnement propice à la créativité et à la professionnalisation du secteur culturel et artistique.
L'événement est constitué de deux parties distinctes: le festival et les formations.

## Le festival
Chaque année, un appel à candidature est ouvert pour que les artistes puissent s'inscrire et participer au festival. Plus de 1000 candidatures d’artistes sont consultées entre la musique, la danse, les arts visuels et la mode, par le Jury du Koura Gosso, constitué chaque année de 5 acteurs.rices culturels.les différents.es, qui sélectionnent une trentaine d’artistes venant des quatre coins de l'Afrique.
Chaque artiste performe pour un showcase d’environ trente minutes devant le public du festival. Une trentaine de showcases se déroulent à chaque édition, incluant des artistes de divers genres musicaux (musique urbaine, jazz, soul, folk, musique électronique, etc.)
Le festival propose des animations diverses qui se déroulent principalement à Moundou, dans la mairie, qui devient pendant quelques jours, le village artistique du festival.

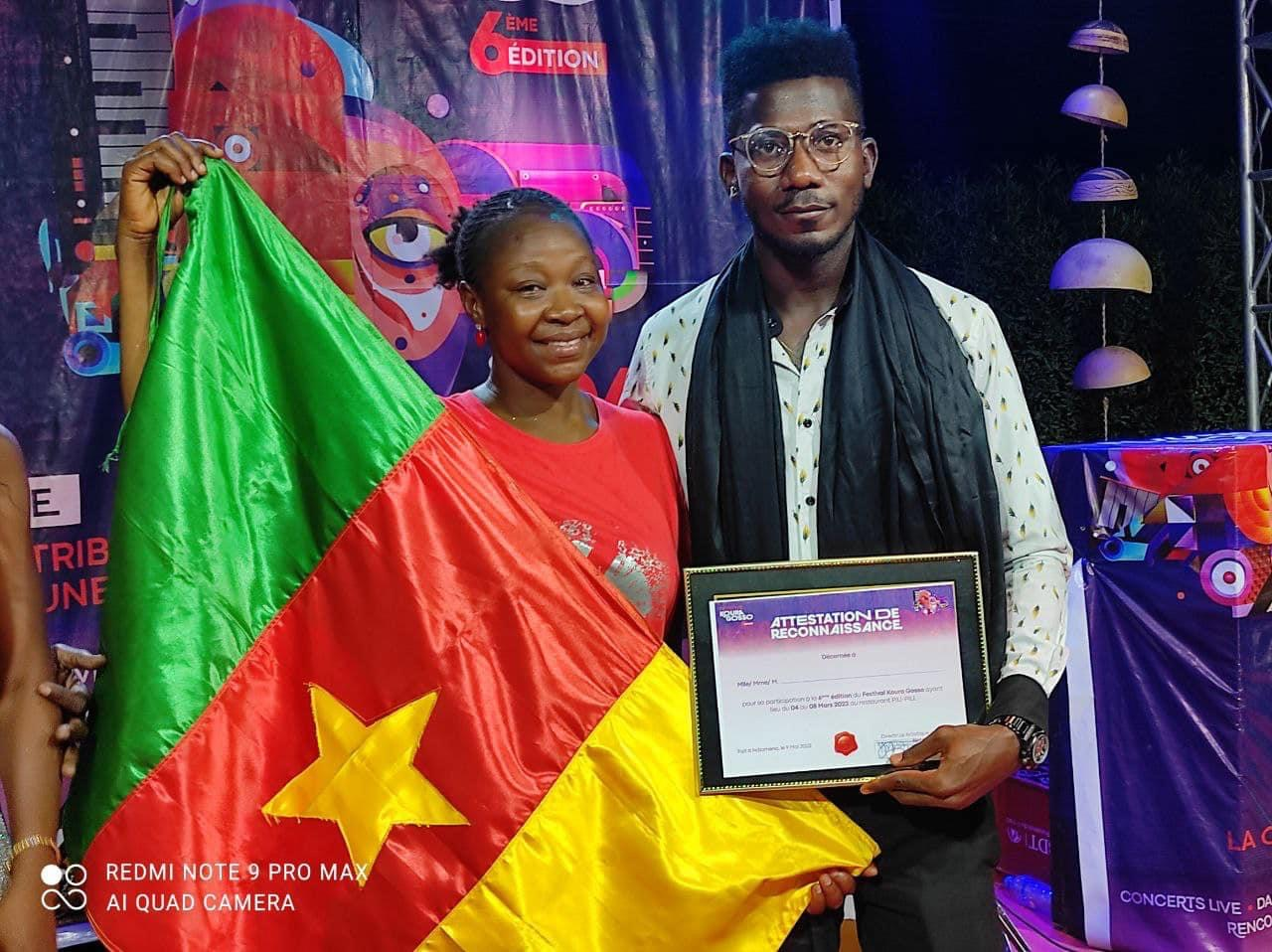
Attestaion de Reconnaissance

En 2021 et 2022, qui marque les 5e et 6e édition, le festival se délocalise à N'Djamena, avant de revenir à la maison dans la province du Logone Occidental en 2023 pour la 7e édition.

## Impact culturel
Le succès rapide du Koura Gosso a permis au festival de grandir très vite et de gagner en visibilité, grâce à la présence d'artistes comme Tenor, guest de la 3e édition. La performance de l'artiste Flora Houang en 2022 et la forte présence des artistes camerounais à ce festival, amène sa directrice artistique à annoncer la tenue de la 10e édition du festival Koura Gosso, dans ce pays voisin et frère.
Koura Gosso est l'un des festivals qui réunit la jeunesse au Tchad.